# Fritz Oster
Fritz Oster est un tireur sportif allemand.

## Palmarès
Fritz Oster a remporté l'épreuve Kuchenreuter réplique aux championnats du monde MLAIC 1996 à Warwick.